# Botja d'escombres
La botja d'escombres o botgeta blanca (Dorycnium pentaphyllum) és una espècie de planta dins la família de les fabàcies molt comuna per tot el territori dels Països Catalans.

## Etimologia
- Dorycnium /dorýknion/: prové del grec i significa 'llançar' i que rebien diverses plantes, citades per Dioscòrides i Plutarc, que res tenen a veure amb les espècies d'aquest gènere en l'actualitat.
- pentaphyllum /pénte/ + /phýllon/: respectivament signifiquen 'cinc' i 'fulles', és a dir, amb cinc fulles, perquè cadascuna d'aquestes està dividida en 5 folíols.[1]

## Morfologia

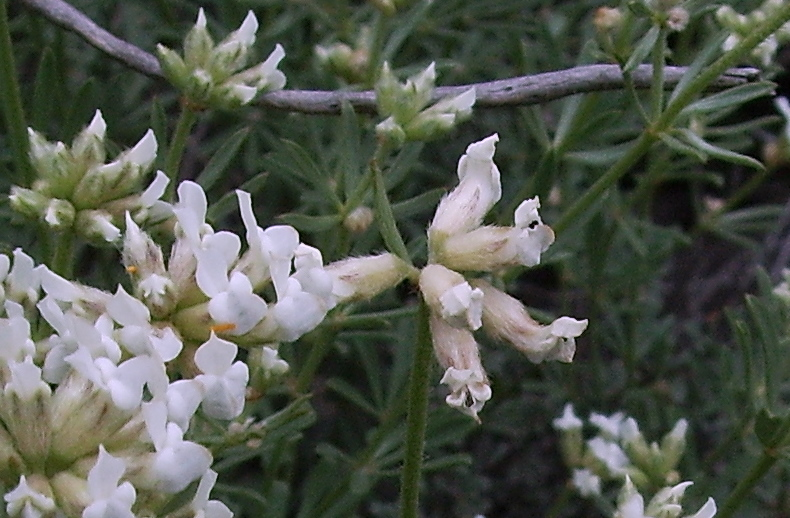
Flors de botja d'escombres

És camèfit (nanofaneròfit) de color glauc grisenc de 20 a 150 cm d'alt. Els folíols són oblongo-linears de 6-20 x 1-3(4) mm; fulles sèssils palmaticompostes, sense raquis (fa l'efecte que els folíols surten separadament de la tija); el llegum és ovoideo-globulós, de 3-5mm amb pilositat aplicada, sedosa, amb 1-2 llavors. Presenta 5 folíols subsèssils, els inferiors dels quals simulen estípules. Les flors de 3 a 7 mm, blanques amb la carena d'un porpra negrós, reunides en glomèruls pedunculats. Floreix d'abril a agost amb la florida que dura vora un mes. El seu nombre cromosòmic és 2n=14.

## Subespècies
- ssp pentaphyllum: Mata fortament lignificada en la base que viu en sòls no salins o molt poc salins. Consta de la varietat pentaphyllum i la varietat candicans (aquesta varietat no es troba a les Balears)
- ssp gracile: Planta molt poc lignificada subherbàcia, es fa en sòls moderadament salins, només a Catalunya i País Valencià.

L'espècie Dorycnium fulgurans és classificada com a subespècie d'aquesta per alguns autors (Dorycnium pentaphyllum fulgurans).

## Hàbitat i distribució
La distribució d'aquesta planta és holàrtica, mediterrània i submediterrània. És autòctona i present a tots els Països Catalans incloent totes les Illes Balears. Habita en matollars i pastures, sovint dominant després d'incendi forestal, ja que rebroten fàcilment. A Catalunya i les Balears es troba des del nivell del mar fins a 1.200 msnm, i al País Valencià des de 0 a 1.500 m. Indiferent al tipus de sòl (calcari o silícic). És poc dependent del tipus de sòl; suporta bé els terrenys pedregosos, sorrencs i argilosos, tolera els que són moderadament salins i també els que són pobres en nutrients i matèria orgànica.

## Usos
Com indica algun dels noms populars, s'ha emprat per confeccionar escombres amb les tiges resistents i flexibles. També s'utilitzaven per encendre el foc a les cases i als forns de pa. Els seus fruits són aliment per als conills, les llebres i les perdius. Bona planta per a l'hort ecològic per ser una lleguminosa i tenir una abundant floració. Es pot emprar en jardineria xeròfita per bordures, talussos o per cobrir el sòl en llocs secs, doncs creix en substrats pobres, no necessita reg i suporta la poda i el fred.

## Noms vernacles
ajocaperdius (C), baladre (C), botges (C), botgeta blanca (PV), botja (C), botja blanca (C), botja borda (C), botja comuna (PV), botja d'algeps (PV), botja de cuques (B), botja de mont (PV), botja de riera (C), botja negra (C), botja petita (C), botja veritable (C), botxa (C), farigola blanca (C), farigoleta (C), herba conillera (C), herba de l'apèndix (C), herba llagastera (C), herba melera (C), herba negra (PV), llaminera (C), mantell (PV, C), morrissà de marina (B), ramàs (PV), ramassera (PV), rambosa (C), raspallera (C), sacorrell (B), socarell (PV, C), socarrells (C), socarrell alís (B), socarrell fulgurant (B), socarrell retús (B) i socorrell (C).

## Galeria

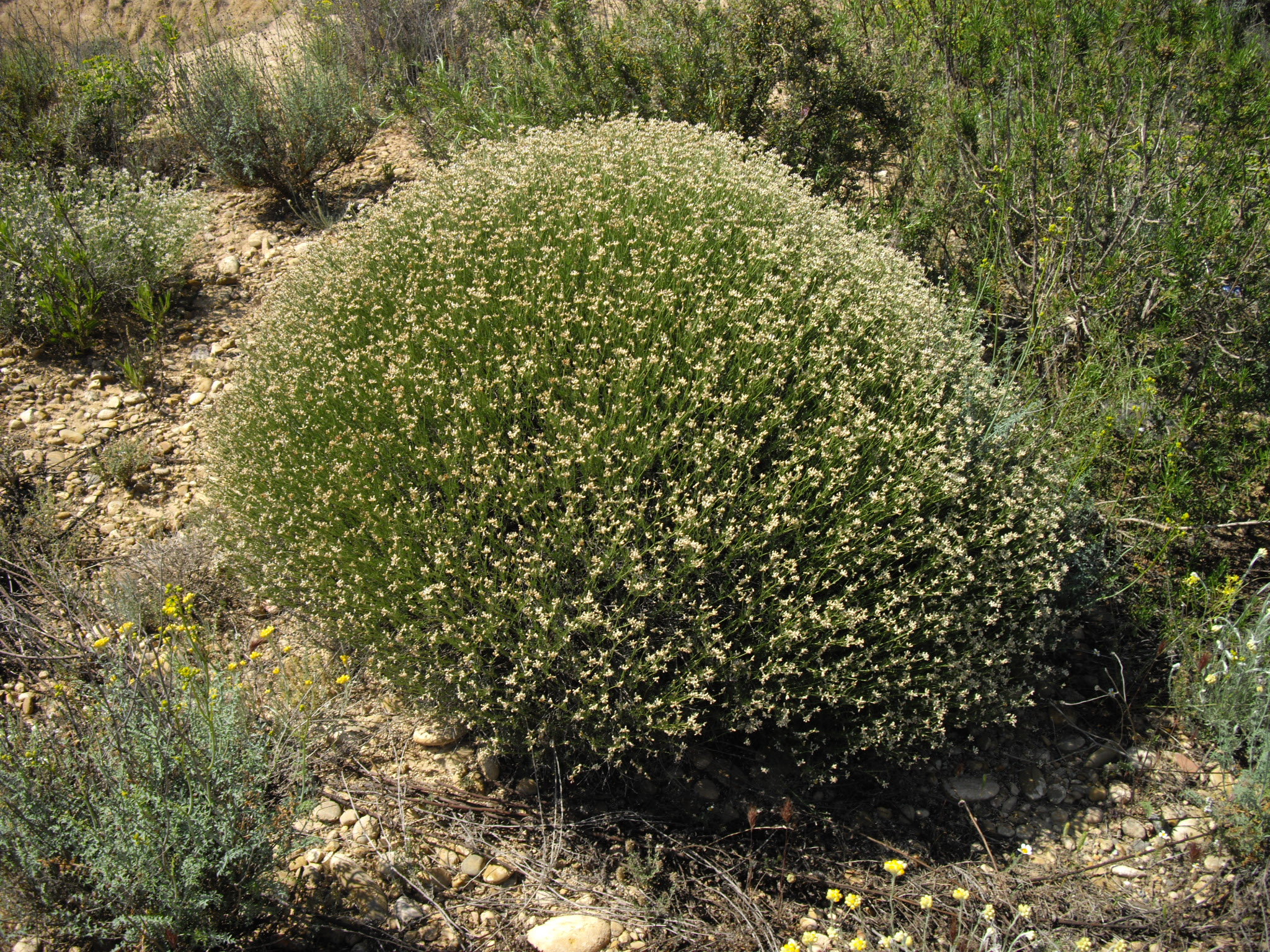
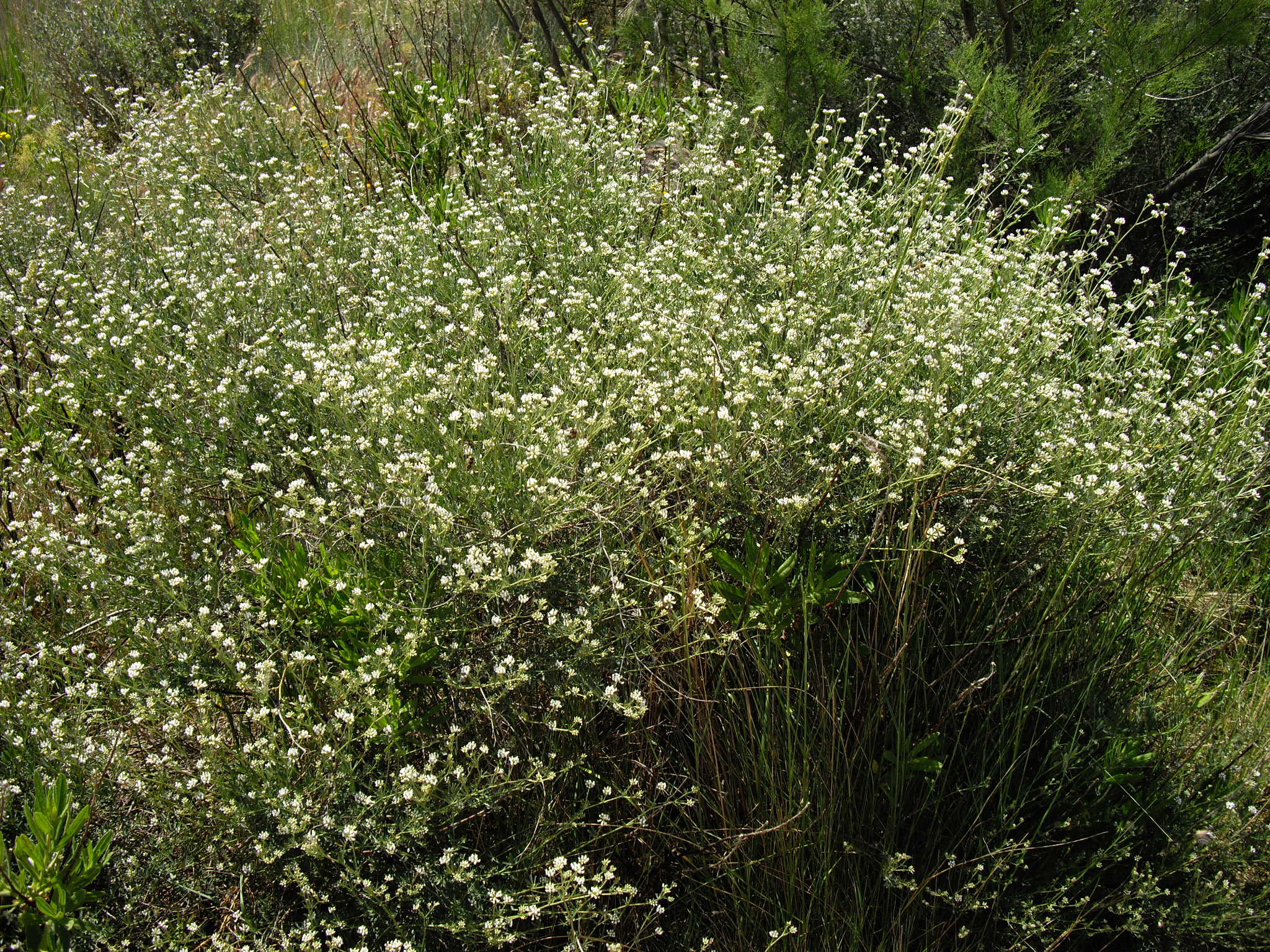
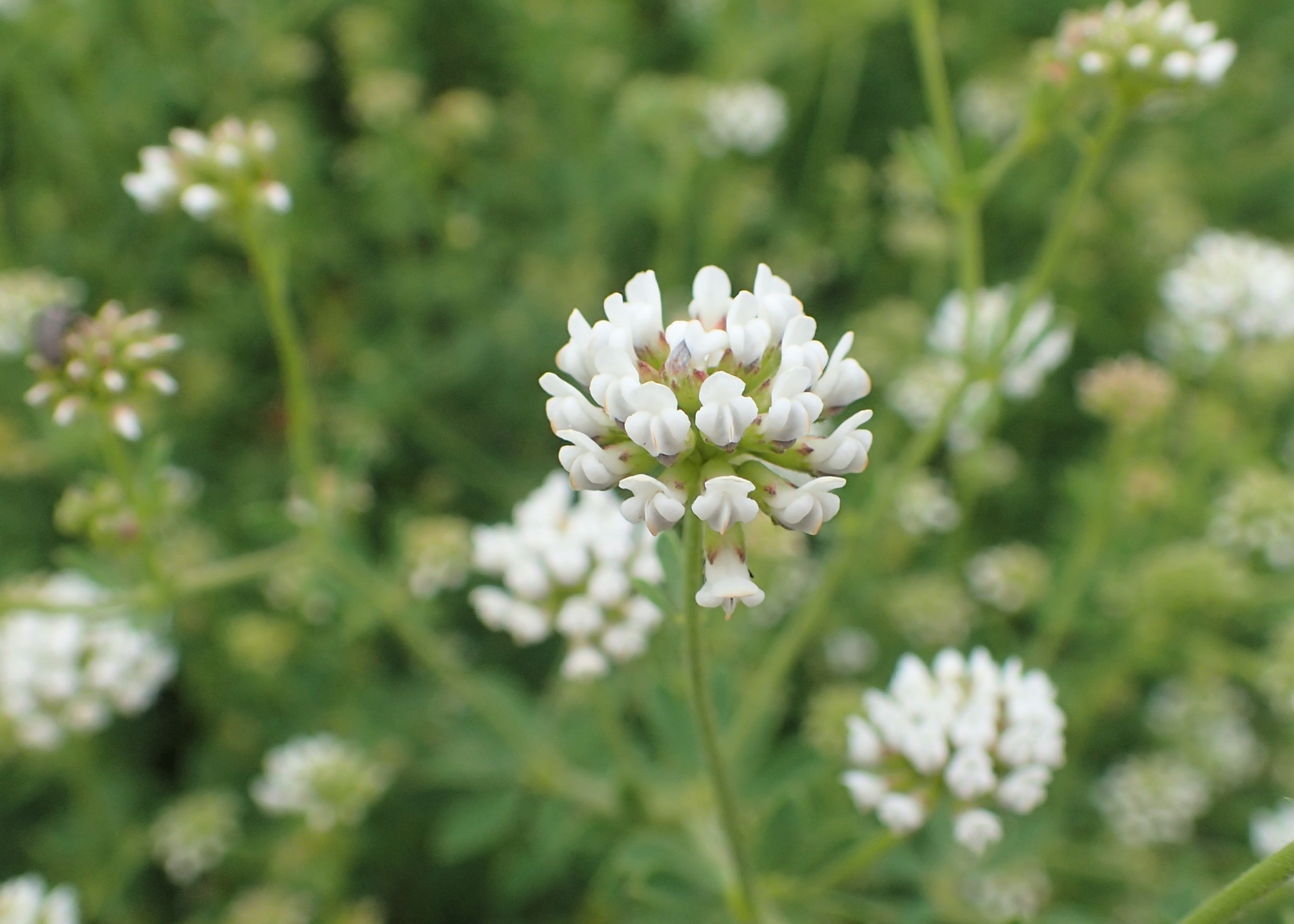
Detall del glomèrul.
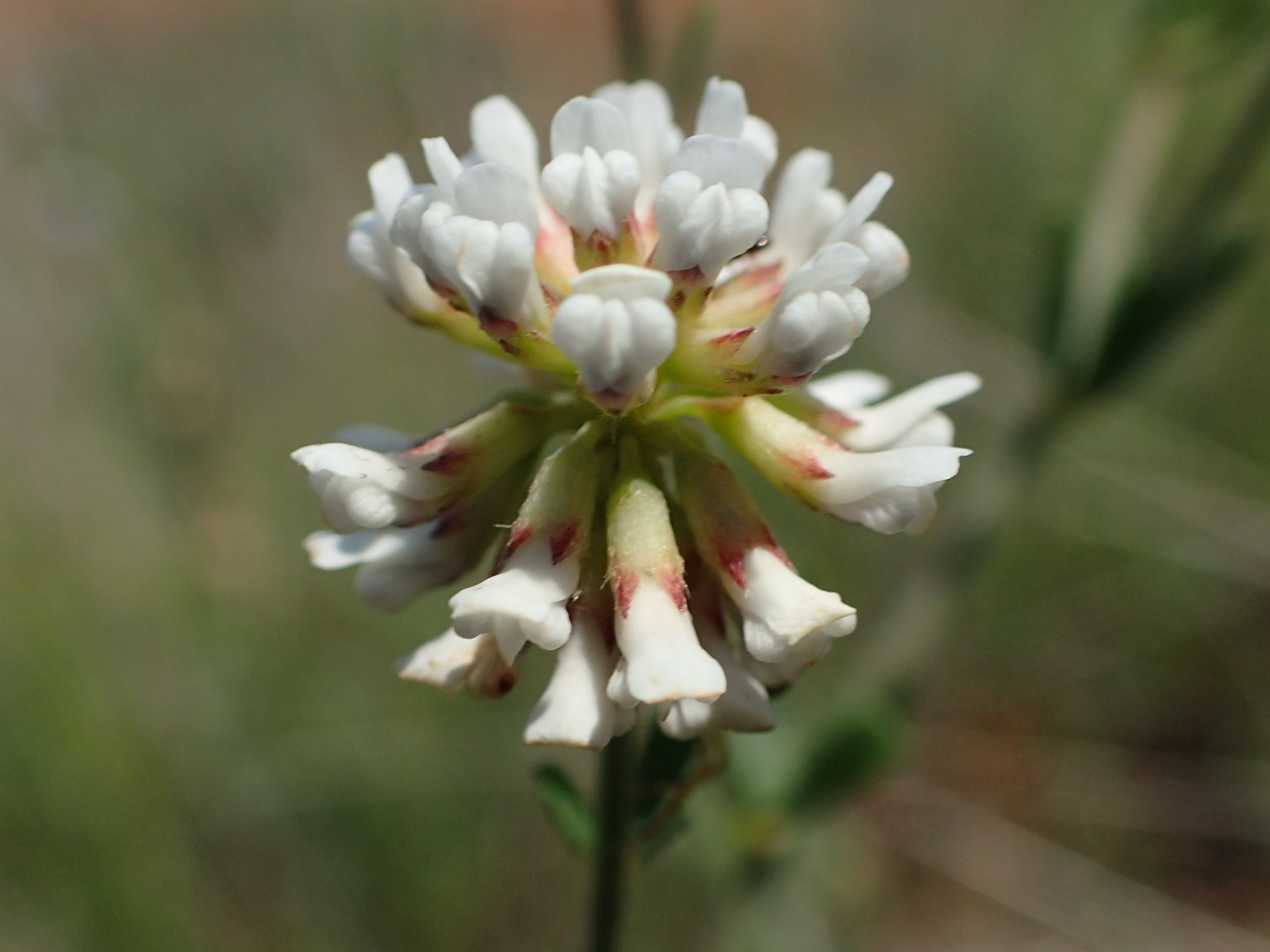
Detall de les flors.
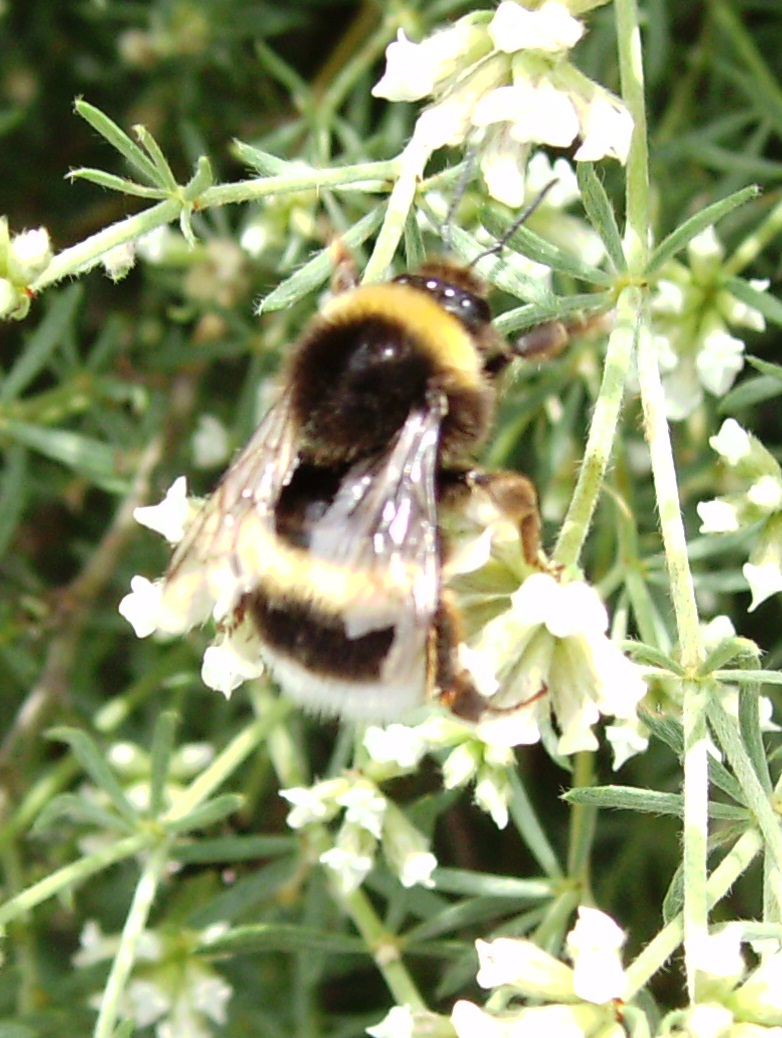
Borinot sobre la botja.